# Bueras
Bueras es una localidad del municipio de Voto (Cantabria, España). En el año 2008 contaba con una población de 72 habitantes (INE). La localidad se encuentra a 140 metros de altitud sobre el nivel del mar, y a 4,2 kilómetros de la capital municipal, Bádames. Su principal actividad fue siempre la ganadería, casi desaparecida. Actualmente la mayor parte del pueblo depende del trabajo en la cantera de Dolomitas.
- Datos: Q5735239
- Multimedia: Bueras / Q5735239